# Eleição municipal de Bacabal em 2004
A eleição municipal de Bacabal em 2004 ocorreu em 3 de outubro de 2004. O prefeito era José Vieira Lins, do PP, que terminaria seu mandato em 1 de janeiro de 2005. Raimundo Lisboa, do PP, foi eleito prefeito de Bacabal.

## Candidatos
|  | Nº | Candidato(a) a prefeito | Candidato(a) a prefeito                                     | Candidato(a) a vice-prefeito | Candidato(a) a vice-prefeito                     | Coligação |
|  | -- | ----------------------- | ----------------------------------------------------------- | ---------------------------- | ------------------------------------------------ | --- |
|  | 11 |                         | Raimundo Lisboa (PP) Raimundo Nonato Lisboa                 |                              | Junior do Saae (PSDB) Almir Carvalho Rosa Junior | O Progresso continua - Partido Progressista (PP) - Partido da Social Democracia Brasileira (PSDB) - Partido Trabalhista Brasileiro (PTB) - Partido Social Cristão (PSC) - Partido da Social Democrata Cristão (PSDC) - Partido Republicano Progressista (PRP) - Partido de Reedificação da Ordem Nacional (PRONA) - Partido Trabalhista do Brasil (PTdoB) |
|  | 15 |                         | Serafim Reis (PMDB) Manoel Serafim Reis                     |                              | Taugi Medeiros (PFL) Taugi Medeiros do Lago      | Liberdade e Trabalho - Partido do Movimento Democrático Brasileiro (PMDB) - Partido da Frente Liberal (PFL) - Partido Verde (PV) - Partido Liberal (PL) - Partido Trabalhista Nacional (PTN) - Partido Comunista Brasileiro (PCB) |
|  | 16 |                         | Francisco Alves Batata (PSTU) Francisco Alves da Cruz Filho |                              | Ana Lago (PSTU) Ana Célia da Silva Lago          | Sem coligação - Partido Socialista dos Trabalhadores Unificado (PSTU) |
|  | 36 |                         | Dr. José Ribamar (PTC) José de Ribamar Ramos Reis           |                              | Horácio Belo (PT) Antonio Horácio Jardim Belo    | Mudança Já - Partido Trabalhista Cristão (PTC) - Partido dos Trabalhadores (PT) - Partido Democrático Trabalhista (PDT) - Partido Comunista do Brasil (PCdoB) |
|  | 40 |                         | Zé Carlos (PSB) José Carlos Reis Filho                      |                              | Zé Luís (PPS) José Luís Teixeira do Lago Neto    | O Povo no Poder - Partido Socialista Brasileiro (PSB) - Partido Popular Socialista (PPS) - Partido dos Aposentados da Nação (PAN) - Partido da Mobilização Nacional (PMN) |

## Resultado da eleição para prefeito
| 1º Turno 3 de outubro de 2004 | 1º Turno 3 de outubro de 2004 | 1º Turno 3 de outubro de 2004 | 1º Turno 3 de outubro de 2004 |
| Candidato(a)                  | Vice                          | Votação                       | Votação                       |
| Candidato(a)                  | Vice                          | Total                         | Porcentagem                   |
| ----------------------------- | ----------------------------- | ----------------------------- | ----------------------------- |
| Raimundo Lisboa (PP)          | Junior do Saae (PSDB)         | 19.963                        | 47,84%                        |
| Serafim Reis (PMDB)           | Taugi Medeiros (PFL)          | 19.295                        | 46,23%                        |
| Zé Carlos (PSB)               | Zé Luís (PPS)                 | 1.323                         | 3,17%                         |
| Dr. José Ribamar (PTC)        | Horácio Belo (PT)             | 758                           | 1,82%                         |
| Francisco Alves Batata (PSTU) | Ana Lago (PSTU)               | 394                           | 0,94%                         |
| Total de votos válidos        | Total de votos válidos        | 41.733                        | 100,00%                       |
| Votos apurados                |                               |                               |                               |
| Votos válidos                 | Votos válidos                 | 41.733                        | 91,97%                        |
| Votos em branco               | Votos em branco               | 581                           | 1,28%                         |
| Votos nulos                   | Votos nulos                   | 3.065                         | 6,75%                         |
| Total de votos apurados       | Total de votos apurados       | 45.379                        | 100,00%                       |
| Eleitores                     |                               |                               |                               |
| Comparecimento                | Comparecimento                | 45.379                        | 75,88%                        |
| Abstenções                    | Abstenções                    | 14.423                        | 24,12%                        |
| Total de eleitores            | Total de eleitores            | 59.802                        | 100,00%                       |